# Butler Act
Butler Act var en lag i Tennessee som förklarade att lärarna i delstatens skolor inte fick förneka Bibelns berättelser om människans ursprung. Lagstiftningen infördes 1925 och upphävdes 1967, och ledde bland annat till den så kallade Scopesrättegången 1925.

### Fotnoter
1. ↑  Full text of the Butler Act and the bill that repealed it Arkiverad 20 maj 2009 hämtat från the Wayback Machine.